# Asphondylia utriculae
Asphondylia utriculae är en tvåvingeart som beskrevs av Mani 1934. Asphondylia utriculae ingår i släktet Asphondylia och familjen gallmyggor. Inga underarter finns listade i Catalogue of Life.